# Junior (barnprogram)
Junior (eller Junior-4:an) var TV4:s programblock för barn och ungdomar, sänt under åren 1994–1996. Programmet sändes från Karlstad varje vardagseftermiddag, var halvtimmeslångt och handlade bland annat om filmer, böcker, uppfinningar, datorspel samt djur och natur. Det visades även TV-serier som Kommissarie Gadget och Neri – flickan från oceanen.
Om söndagsmorgnarna visades ett Junior som var cirka en och en halv timme långt och innehöll serier som Speed Racer, Thunderbirds, Chipmunkarna, Sailor Moon och Fantastiska Fyran, samt även långfilmer och reportage. Programledare var Jakob Rubenson, Jenny Eklund och Christina Almqvist.
Junior-4:an ersattes 1997 med Lattjo Lajban.

### Webbkällor
- Om premiärprogrammet på Svensk mediedatabas